# Philippos của Hy Lạp và Đan Mạch, Công tước xứ Edinburgh
Philippos của Hy Lạp và Đan Mạch , Công tước xứ Edinburgh (sau gọi là Philip Mountbatten; 10 tháng 6 năm 1921 – 9 tháng 4 năm 2021) là chồng của Nữ vương Elizabeth II từ ngày 20 tháng 11 năm 1947, và là hôn phu của Nữ vương từ ngày 6 tháng 2 năm 1952.
Trước đây Philippos là Vương tôn của Hy Lạp và Đan Mạch, và vì vậy là thành viên của Vương tộc Schleswig-Holstein-Sonderburg-Glücksburg của Đan Mạch-Đức, nhưng đã từ bỏ tước hiệu này trước khi kết hôn và lấy họ ngoại, được gọi là Đại úy Philip Mountbatten. Trước ngày cưới, Philip được Quốc vương George VI ban kính xưng His Royal Highness và tước hiệu Công tước xứ Edinburgh, Bá tước xứ Merioneth và Nam tước Greenwich vào ngày hôm sau. Nữ vương Elizabeth đã phong Philip làm Prince of the United Kingdom (Thân vương Vương quốc Anh) năm 1957, từ đó tước hiệu đúng của ông là His Royal Highness The Prince Philip, Duke of Edinburgh.
Là chồng của một Nữ vương thường xuyên đi công du và là người đứng đầu Khối thịnh vượng chung, Vương tế Philip thường xuất hiện trước công chúng, và là một hình ảnh công chúng nổi tiếng trong các quốc gia thuộc Khối thịnh vượng chung. Ông là "phối ngẫu của Quân chủ phục vụ lâu nhất nước Anh" và là người bạn đời lớn tuổi nhất của một quân vương đang trị vì. Những lời bình luận của ông trước công chúng nhiều lần khiến Vương tế nổi tiếng vì chúng gây tranh cãi. Ngoài phận sự Vương thất, Công tước xứ Edinburgh cũng là người bảo trợ của nhiều tổ chức, trong đó có Giải thưởng Công tước xứ Edinburgh và Các trường đại học của Cambridge và Edinburgh. Cụ thể, từ sau chuyến thăm Quần đảo phía nam Nam cực vào năm 1956, ông đã cống hiến cả đời mình để kêu gọi sự chú ý của công chúng về mối quan hệ giữa nhân loại và môi trường. Ông cũng xuất bản và diễn thuyết tại nhiều nơi từ hơn nửa thế kỷ nay về chủ đề này.

## Thời trẻ

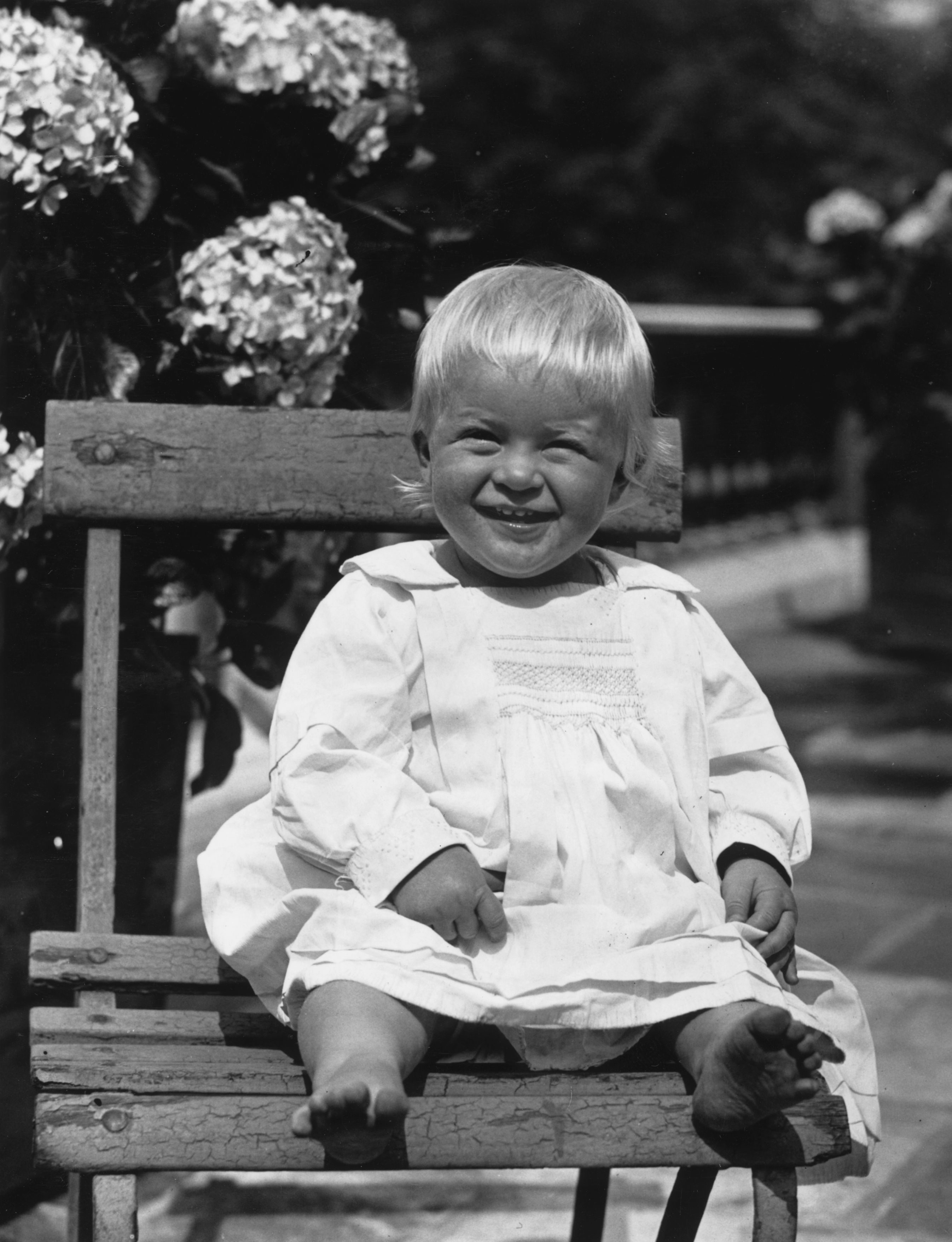
Vương tôn Philippos khi còn bé

Vương tôn Philippos (tiếng Hy Lạp: Φίλιππος, đã Latinh hoá: Fílippos) của Hy Lạp và Đan Mạch chào đời vào ngày 10 tháng 6 năm 1921 tại Mon Repos, thành phố Corfu, Hy Lạp. Thân phụ là Andreas của Hy Lạp và Đan Mạch, và thân mẫu là Alice xứ Battenberg. Philippos là con trai duy nhất đồng thời là con út trong số năm người con. Bốn chị gái của Philippos là Margarita, Theodora, Cecilie, và Sophie. Philippos được rửa tội theo nghi thức Chính thống giáo Hy Lạp tại Nhà thời Thánh George ở Pháo đài Cổ ở Corfu.
Tuy nhiên, sau đó, Hy Lạp lâm vào chiến tranh, Thổ Nhĩ Kỳ thắng trận trong chiến tranh Hy Lạp–Thổ Nhĩ Kỳ. Ngày 22 tháng 9 1922, bác của Philippos là Quốc vương Konstantinos I của Hy Lạp bị ép phải thoái vị. Cuộc sống của gia đình ông bị đe dọa, và mẹ ông phải chịu sự giám sát. Tháng 12, một tòa án cách mạng đã trục xuất Vương tử Andreas khỏi Hy Lạp. Hải quân Vương thất Anh phải sơ tán gia đình ông bằng tàu HMS Calypso (D61), Philip được đặt trong chiếc giỏ nhỏ làm từ hộp đựng trái cây. Gia đình Philip định cư tại vùng ngoại ô Paris, Pháp và ở nhà của người dì giàu có là Thân vương nữ Marie Bonaparte, là hậu duệ của Lucien Bonaparte, em trai của Hoàng đế Napoleon I.

### Học vấn

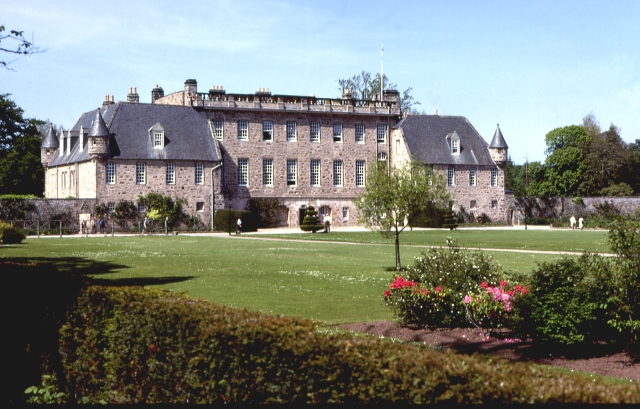
Trường Gordonstoun, nơi Philip đã từng theo học

The Elms là ngôi trường mà Philip theo học đầu tiên, một trường học Mỹ ở Paris do Donald MacJannet điều hành. Năm 1928, ông được chuyển đến Vương quốc Anh để theo học tại trường Cheam. Trong ba năm tiếp theo, bốn chị gái của ông kết hôn với các quý tộc Đức và chuyển đến Đức. Mẹ ông bị chẩn đoán là mắc bệnh tâm thần phân liệt và được đưa vào một trại tị nạn, còn cha ông thì cư trú ở Monte Carlo. Philip ít liên lạc với mẹ trong những ngày còn lại của thời thơ ấu.
Năm 1933, ông được gửi đến Schule Schloss Salem ở Đức, nơi có "lợi thế tiết kiệm học phí" vì nó thuộc sở hữu của gia đình anh rể của ông, Berthold, Margrave xứ Baden. Với sự trỗi dậy của chủ nghĩa quốc xã ở Đức, nhà sáng lập cồng đồng người Do Thái, Kurt Hahn, đã trốn chạy cuộc đàn áp và thành lập trường Gordonstoun ở Scotland, nơi Philip chuyển đến sau hai nhiệm kỳ tại Salem.

### Phục vụ quân sự và thời chiến
Philippos phục vụ trên tàu HMS Valiant trong Trận chiến Địa Trung Hải.
Sau khi rời Gordonstoun vào đầu năm 1939, Philippos hoàn thành nhiệm kỳ là một sĩ quan tại trường Đại học Hải quân Vương thất ở Dartmouth, sau đó trở về Hy Lạp, sống với mẹ ở Athens trong một tháng vào giữa năm 1939. Ông tốt nghiệp Đại học Dartmouth năm sau với tư cách là học viên giỏi nhất trong khóa học của mình. Ông dành bốn tháng cho chiến hạm HMS Ramillies, bảo vệ các đoàn xe của Lực lượng Viễn chinh Úc ở Ấn Độ Dương, sau đó là các bài đăng ngắn hơn về HMS Kent, trên HMS Shropshire và ở Ceylon. Sau cuộc xâm lược Hy Lạp của Ý vào tháng 10 năm 1940, ông được chuyển từ Ấn Độ Dương sang tàu chiến HMS Valiant trong Hạm đội Địa Trung Hải.

## Hôn nhân
Năm 1939, Quốc vương George VI và Vương hậu Elizabeth có chuyến tham quan Royal Naval College, Darthmouth (đại học Hải quân Vương thất Dartmouth). Chính trong chuyến thăm này, Nữ vương và Louis Mountbatten nhờ cháu trai Philippos hộ tống hai cô con gái Elizabeth và Margaret. Elizabeth bắt đầu đem lòng yêu Philippos, và họ bắt đầu thư từ qua lại với nhau khi cô 13 tuổi.
Mùa hè năm 1946, Philippos xin phép Quốc vương được cưới con gái của ông. Quốc vương chấp thuận, với điều kiện rằng sau sinh nhật 21 tuổi của Elizabeth vào tháng 4 năm sau thì mới được phép tổ chức lễ đính hôn chính thức. Tháng 3 năm 1947, Philippos từ bỏ tước hiệu vương thất Hy Lạp và Đan Mạch của mình, lấy họ mẹ là Mountbatten, trở thành một công dân Anh với tên gọi Philip Mountbatten. Lễ đính hôn được công bố trước công chúng vào ngày 10 tháng 7 năm 1947.
Philip kết hôn với Elizabeth vào ngày 20 tháng 11 năm 1947. Ngay trong lễ cưới, ông được phong tước Công tước xứ Edinburgh và được tôn xưng Vương gia Điện hạ.
Cuộc hôn nhân không diễn ra suôn sẻ: Philip theo Chính thống giáo Hy Lạp, là những người quý tộc nhưng đã suy tàn, mất hết tài sản và có các chị em gái kết hôn với những quý tộc Đức có liên hệ với Đức quốc xã. Mẹ của Elizabeth, trong những cuốn tự truyện về sau, được nói rằng đã phản đối mối lương duyên này, thậm chí còn gọi Philip là gã người Đức (nguyên văn: The Hun) dù sau này, bà lại mô tả Philip với cách thân mật hơn: "một quý ông người Anh" (an English gentleman). Cha của Elizabeth, George VI, đã đồng ý cho cuộc hôn nhân, nhưng phải giữ bí mật và bị trì hoãn đến khi Elizabeth 21 tuổi. Việc Khối thịnh vượng chung chưa hoàn toàn hồi phục sau chiến tranh buộc nên Vương nữ đã phải để dành các phiếu được phân phối để mua vật liệu may váy cưới. Tuy vậy, lễ cưới của hai người vẫn diễn ra suôn sẻ, và đó được xem là tia hy vọng đầu tiên của sự tái sinh sau chiến tranh.

## Sức khỏe
Những người hâm mộ và theo dõi vương thất khá lo lắng khi Vương tế Philip phải nhập viện tại bệnh viện King Edward VII vào ngày 20 tháng 12 năm 2019, ở tuổi 98. Trong khi đó, Nữ vương thì tới Sandringham để bắt đầu kì nghỉ Giáng sinh của mình. Theo thông cáo từ vương thất, Philip phải nhập viện để điều trị cho một tình trạng tồn tại từ trước. May mắn thay, Công tước xứ Edinburgh đã được xuất viện vào ngày 24, vừa đúng lúc để tận hưởng Giáng sinh cùng gia đình.
Vào ngày 28 tháng 12, Thân vương Charles cùng với Nữ vương, Vương nữ Anne và Bà Bá tước xứ Wessex khi đến nhà thờ St. Mary Magdalene tại Sandringham đã cho những người hâm mộ vương thất biết về tình hình của cha mình. Trước khoảng 1500 người đang đợi gia đình vương thất ở ngoài nhà thờ, có một người hỏi về sức khỏe của Philip, Charles mỉm cười và nói: "Tốt hơn rất nhiều".

## Mối quan hệ giữa các dòng tộc
Philip và Elizabeth có mối quan hệ ba đời với nhau. Tổ tiên của họ đều là Christian IX của Đan Mạch (Nhà Schleswig-Holstein-Sonderburg-Glücksburg): ông là ông cố của Philip, cũng là ông sơ của Elizabeth. Vì vậy, theo nhánh này, Elizabeth gọi Philip là "chú". Philip và Elizabeth còn có quan hệ ba đời với nhau khi có chung một bà sơ, Victoria của Anh (Nhà Hannover) (Philip là hậu duệ của Vương nữ Alice, Đại Công tước phu nhân xứ Hessen (Nhà Sachsen-Coburg và Gotha), Elizabeth là hậu duệ của Edward VII (Nhà Windsor). Theo nhánh này, Elizabeth là "chị", Philip là "em" bởi Edward VII là anh ruột của Vương nữ Alice. Philip cũng có cùng huyết thống với Quốc vương Felipe VI của Tây Ban Nha (nhà Borbón), đều là hậu duệ của Victoria của Anh và Christian IX của Đan Mạch.
Trên danh nghĩa, Philip còn có huyết thống với nhà Romanov. Mẹ của Nikolai II là Dagmar của Đan Mạch (nhà Romanov) cũng là con của Christian IX của Đan Mạch. Vợ của Nikolai II và Alix của Hessen và Rhein (nhà Romanov) là con của Alice của Liên hiệp Anh, tức bà cố của Philip. Vào năm 1993, khi người ta đã biết được mộ của gia đình Nikolaii II bị ám sát, Vương tế Philip thậm chí đã đưa mẫu xét nghiệm máu của mình cho các nhà khoa học. DNA của ông khớp với Alix của Hessen và Rhein và ba cô con gái, giúp xác định danh tính của họ. Ngoài ra, bà nội của ông là Nữ Đại Công tước Olga Constantinovna (nhà Romanov) cũng có xuất thân từ triều đại Romanov của Nga, là cháu nội của Nikolai I (nhà Romanov).

## Qua đời
Philip qua đời ngày 9 tháng 4 năm 2021, thọ 99 tuổi, là "vị phối ngẫu phò tá quân chủ lâu nhất trong lịch sử Anh Quốc".
Theo kế hoạch, tang lễ Vương tế Philip được tổ chức vào ngày 17 tháng 4 năm 2021, và chỉ giới hạn 30 người được phép tham dự để đảm bảo các yếu tố phòng dịch Covid-19. Lễ tang được phát sóng trực tiếp. Tuy nhiên, với con số 100.000 đơn khiếu nại về việc BBC đưa tin thái quá về tang lễ của Vương tế Philip sẽ trở hành chương trình phát sóng bị phàn nàn nhiều nhất trong lịch sử của BBC. Kỷ lục trước đây vốn thuộc về bộ phim "Jerry Springer: The Opera" với hơn 63.000 đơn khiếu nại vào năm 2005.
Ngày 10 tháng 6 năm 2021, ông Boris Johnson gửi lời xin lỗi đến Nữ vương Elizabeth vì mở tiệc thâu đêm ngay trước ngày tang lễ của Vương tế Philip, phu quân của bà, vào năm trước đó (tức 2021).

## Tước vị và tước hiệu
- 10 tháng 6 năm 1921 – 18 tháng 3 năm 1947: Vương tôn Filippos của Hy Lạp Điện hạ
  - tại Đan Mạch: Vương tằng tôn Filippos của Đan Mạch Điện hạ
- 18 tháng 3 năm 1947 – 19 tháng 11 năm 1947: Đại úy Philip Mountbatten
- 19 tháng 11 năm 1947 – 20 tháng 11 năm 1947: Đại úy Ngài Philip Mountbatten Điện hạ
- 20 tháng 11 năm 1947 – 22 tháng 2 năm 1957: Công tước xứ Edinburgh Điện hạ
- 22 tháng 2 năm 1957 – 9 tháng 4 năm 2021: Vương phu Philip, Công tước xứ Edinburgh Điện hạ (hoặc sát nghĩa hơn là Thân vương Phillip, Công tước xứ Edinburgh Điện hạ)[3][30]

## Tác phẩm
Philip cũng là tác giả của một số tác phẩm:
- Selected Speeches – 1948–55 ISBN 978-1245671330
- Selected Speeches – 1956–59 (1960)
- Birds from Britannia (1962) (còn có nhan đề Seabirds from Southern Waters khi xuất bản tại Hoa Kỳ) ISBN 978-1163699294
- Wildlife Crisis (1970) ISBN 978-0402125112 (đồng tác giả với James Fisher)
- The Environmental Revolution: Speeches on Conservation, 1962–1977 (1978) ISBN 978-0846414537
- Competition Carriage Driving (1982) (xuất bản tại Pháp năm 1984) ISBN 978-0851315942
- A Question of Balance (1982) ISBN 978-0859550871
- Men, Machines and Sacred Cows (1984) ISBN 978-0241111741
- A Windsor Correspondence (1984) ISBN 978-0859551083 (đồng tác giả với Michael Mann)
- Down to Earth: Collected Writings and Speeches on Man and the Natural World 1961–87 (1988) (ngoài ra còn có bản bìa mềm năm 1989, bản tiếng Nhật năm 1992) ISBN 978-0828907118
- Survival or Extinction: A Christian Attitude to the Environment (1989) ISBN 978-0859551588 (đồng tác giả với Michael Mann)
- Driving and Judging Dressage (1996) ISBN 978-0851316666
- 30 Years On, and Off, the Box Seat (2004) ISBN 978-0851318981

## Con cháu
| Tên                                     | Ngày sinh            | Kết hôn              | Kết hôn           | Ly dị               | Con cái                                         | Cháu                                                                               |
| --------------------------------------- | -------------------- | -------------------- | ----------------- | ------------------- | ----------------------------------------------- | ---------------------------------------------------------------------------------- |
| Charles III                             | 14 tháng 11 năm 1948 | 29 tháng 7 năm 1981  | Diana Spencer     | 28 tháng 8 năm 1996 | Vương tử William, Thân vương xứ Wales           | Vương tôn George xứ Wales Vương tôn nữ Charlotte xứ Wales Vương tôn Louis xứ Wales |
| Charles III                             | 14 tháng 11 năm 1948 | 29 tháng 7 năm 1981  | Diana Spencer     | 28 tháng 8 năm 1996 | Vương tử Harry, Công tước xứ Sussex             | Vương tôn Archie xứ Sussex Vương tôn nữ Lilibet xứ Sussex                          |
| Charles III                             | 14 tháng 11 năm 1948 | 9 tháng 4 năm 2005   | Camilla Shand     |                     |                                                 |                                                                                    |
| Anne, Vương nữ Vương thất               | 15 tháng 8 năm 1950  | 14 tháng 11 năm 1973 | Mark Phillips     | 28 tháng 4 năm 1992 | Peter Phillips                                  | Savannah Phillips Isla Phillips                                                    |
| Anne, Vương nữ Vương thất               | 15 tháng 8 năm 1950  | 14 tháng 11 năm 1973 | Mark Phillips     | 28 tháng 4 năm 1992 | Zara Phillips                                   | Mia Tindall Lena Tindall Lucas Tindall                                             |
| Anne, Vương nữ Vương thất               | 15 tháng 8 năm 1950  | 12 tháng 12 năm 1992 | Timothy Laurence  |                     |                                                 |                                                                                    |
| Vương tử Andrew, Công tước xứ York      | 19 tháng 2 năm 1960  | 23 tháng 7 năm 1986  | Sarah Ferguson    | 30 tháng 5 năm 1996 | Vương tôn nữ Beatrice xứ York                   | Sienna Mapelli Mozzi                                                               |
| Vương tử Andrew, Công tước xứ York      | 19 tháng 2 năm 1960  | 23 tháng 7 năm 1986  | Sarah Ferguson    | 30 tháng 5 năm 1996 | Vương tôn nữ Eugenie xứ York                    | August Brooksbank Ernest Brooksbank                                                |
| Vương tử Edward, Công tước xứ Edinburgh | 10 tháng 3 năm 1964  | 19 tháng 6 năm 1999  | Sophie Rhys-Jones |                     | Công nữ Louise Windsor James, Bá tước xứ Wessex |                                                                                    |